# Bluesy Josephine
Bluesy Josephine — студійний альбом американського блюзового музиканта Майті Джо Янга, випущений у 1976 році лейблом Black & Blue. Вийшов у серії «Blues Greatest Names».

## Опис
Ця сесія є не найбільш запальною, яку коли-небудь записував чиказький виконавець Майті Джо Янг. На цьому альбомі 1976 року, який був записаний у Франції на лейблі Black & Blue (вийшов у серії «Blues Greatest Names») із гуртом чиказьких музикантів, Янг виконує відомі стандарти «Sweet Home Chicago» і «Five Long Years». Альбом містить 7 пісень, серед яких є і власні Янга «Takes Money» і «Need a Friend», а також «Teasing the Blues» тривалістю 10:27.

## Список композицій
1. «Teasing the Blues» (Майті Джо Янг) — 10:24
2. «Five Long Years» (Едді Бойд) — 9:25
3. «Sweet Home Chicago» (Роберт Джонсон) — 8:30
4. «Wisefool Express» (Майті Джо Янг) — 5:33
5. «Take Money» (Майті Джо Янг) — 5:29

## Учасники запису
- Майті Джо Янг — гітара, вокал
- Кен Сайдак — фортепіано, орган
- Віллі Мейбон — фортепіано (1, 5)
- Корнеліус Бойсон — бас-гітара
- Віллі Гейз — ударні

Технічний персонал
- Disques Black and Blue S.A.R.L. — продюсер
- Бріжітт Шарволен — фотографія [обкладинка]
- Дідьє Трікар — текст [франц. мовою]